# Vasiliy IV của Nga
Vasili IV Shuisky hay Basil IV (tiếng Nga: Василий IV Иванович Шуйский, Vasiliy Ivanovich Shuisky, sinh 1552 – Mất ngày 12 tháng 9 năm 1612) là Sa Hoàng Nga trong khoảng thời gian từ năm 1606 đến năm 1610. Ông lên ngôi sau cuộc ám sát Sa Hoàng Dimitry I, là người cai trị nước Nga trong Thời kỳ Đại loạn. Ông cũng vị Sa Hoàng duy nhất của dòng tộc nhà Shuysky và vị Sa Hoàng cuối cùng của Triều đại Rurikid.

## Tiểu sử
Ông sinh ngày 22 tháng 9 năm 1552 tại Vương quốc Nga, là con trai của Ivan Andreyevich Shuisky và với bà Marfa Feodorovna.
Ông từng là một trong những boyar cao cấp nhất trong triều đại của hai Sa Hoàng tiền nhiệm: Feodor I và Boris Godunov. Ông cũng đóng vai trò chủ mưu trong nhiều cuộc thanh trừng, thích sát và biến loạn cung đình, giai đoạn làm quan của ông trùng với Thời kỳ rắc rối trong lịch sử nước Nga. Vasily và em trai Dmitry Shuisky thường cấu kết với nhau làm những điều trái đạo trong triều đình.

### Đời tư
Vasili Shuisky (Vasili IV) đã kết hôn hai lần. Người vợ đầu tiên của ông là bà Elena Mikhailovna Repnina, đã qua đời trước khi ông được bầu làm Sa Hoàng, và họ không có con với nhau. Sau khi đăng quang, Vasili tái hôn với một công chúa tên Ekaterina Buynosova-Rostovskaya, sau đổi tên thành Marie. Trong cuộc hôn nhân này, họ có với nhau hai cô con gái là Công chúa Anna và Anastasia, nhưng cả hai sau đó đều chết yểu.